# Bernard Sarrette

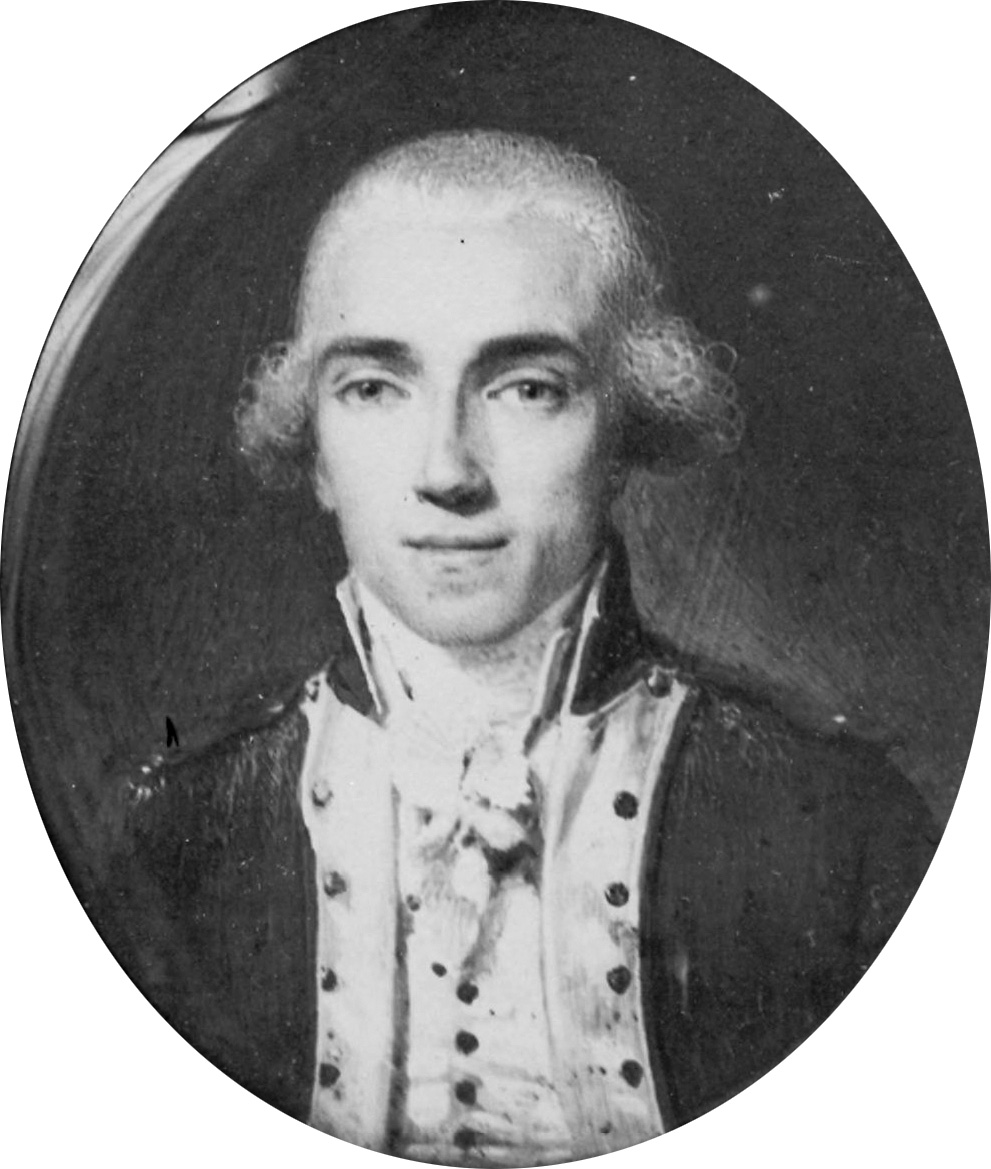
Bernard Sarrette

Bernard Sarrette (Burdeos, 27 de noviembre de 1765 - París, 13 de abril de 1858) fue el fundador de la institución que se convertiría en el Conservatorio de París.
Sarrette nació en Burdeos, Francia, como hijo de un zapatero, y se trasladó a París cuando ya era contable. Durante la Revolución francesa, se unió a la Guardia Nacional. Allí propuso la formación de un cuerpo de músicos, y fue nombrado responsable, aunque el no era músico.
Reunió cincuenta y cinco músicos de los Guardias Franceses, y formaron el núcleo de la banda de músicos de las Guardia Nacional, con François Joseph Gossec como director artístico. En mayo de 1790, el Ayuntamiento de París incrementó la banda a setenta y ocho músicos. Cuando la Comuna de París anuló la asignación económica a la guardia, Sarrette mantuvo a los músicos junto a él y consiguió, del Ayuntamiento, en junio de 1792, el establecimiento de una escuela gratuita de música.
Sarrette fue brevemente encarcelado, desde el 25 de marzo al 10 de mayo de 1794, sin que se sepan claramente los motivos, aún asía el 8 de noviembre de 1794 (10 de Brumario del año III) la escuela fue transformada en el Institut National de Musique por decreto de la convención, y posteriormente por la ley de 3 de agosto de 1795 (16 de Termidor del año III) fue finalmente instaurada bajo el nombre de Conservatoire. Sarrette obtuvo el título de director durante la reorganización de 1800.
Durante los últimos cuarenta años de su vida Sarrette vivió retirado. La protección que le proporcionó  Napoleón I le causó muchos problemas en 1815, cuando se cerró el conservatorio; siendo considerado históricamente como su fundador tuvo que vivirlo como mero espectador. Murió en París.